# Armia Woli Narodu

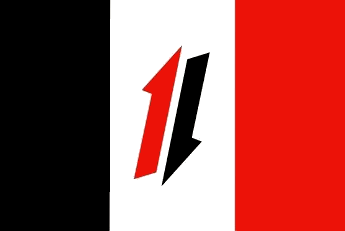
Flaga organizacji

Armia Woli Narodu (ros. Армия воли народа АВН) – rosyjska organizacja polityczna odwołująca się do tradycji komunizmu, stalinizmu oraz głosząca hasła nacjonalistyczne, antypolskie i antysemickie. Jej liderem jest dziennikarz, z wykształcenia inżynier metalurg, Jurij Muchin.

## Działalność
Organizacja do 2010 posiadała swoje regionalne biura w 49 regionach Rosji. Wydaje także swój własny organ prasowy – gazetę «Дуэль» (do maja 2009 roku), a od 26 maja 2009 «К барьеру!». Pierwszą publiczną akcją Armii Woli Narodu była zorganizowana w 2005 roku pikieta pod polską ambasadą w Moskwie przeciwko fałszowaniu rosyjskiej historii przez przypisywanie zbrodni katyńskiej NKWD. Muchin oskarżył prezydentów Rosji – Michaiła Gorbaczowa i Borysa Jelcyna, którzy przekazali Polakom dokumenty dowodzące, że za Katyń odpowiada ZSRR o fałszerstwo. Dzięki temu protestowi zarejestrowanemu przez wiele stacji telewizyjnych organizacja zdobyła międzynarodową sławę.

## Wódz
Jurij Muchin jest znany z wielu antypolskich publikacji. W wydanej w Rosji głośnej książce pt. „Katyńskij detektiw” zakwestionował odpowiedzialność ZSRR za zbrodnię katyńską. Napisał w niej, że polski korpus oficerski po 6 września 1939 roku nie chciał walczyć z Niemcami dlatego uciekł na Wschód. Usprawiedliwiając tchórzostwem polskich oficerów zbrodnię katyńską podsumował: „Mnie tych Polaków żal, ale jako patriocie mnie wszystko jedno, kto tych idiotów rozstrzelał; Niemcy czy nasi. Polscy oficerowie w katyńskim lesie dostali w tył głowy niemiecką kulę”.
Muchin występował także przed sądem broniąc czci Józefa Stalina w imieniu potomka, który pozwał rosyjskie niezależne „Nowaja Gazieta” oraz Stowarzyszenia Memoriał badającego zbrodnie bolszewickie. Powód domagał się odszkodowania, przeprosin, sprostowań tekstu, w którym jego dziad został nazwany „krwiożerczym ludojadem związanym z czekistami wielką krwią”. Publicznie nazwał także prezydenta Putina amoralnym za to, że w artykule dla „Gazety Wyborczej” oraz w trakcie przemówienia 1 września w Gdańsku nazwał on amoralnym pakt Ribbentrop-Mołotow. W 2010 roku Prokuratura Moskwy wystąpiła do Moskiewskiego Sądu Miejskiego o uznanie Armii Woli Narodu (AWN) za organizację ekstremistyczną i o zakazanie jej działalności.